# مبيد جرثومي
المُبيدات الجُرثومية أو بكتريوسينات (بالإنجليزية: Bacteriocin) هي ذيفانات بروتينية تُنتِجُها البكتيريا لتمنع نُمو أي سُلالة بكتيرية مُماثلة أو شبيهة بِها. اكتُشِفت المبيدات الجرثومية عام 1925 من قبل أندريه جراتيا.

## روابط خارجية
- قاعدة بيانات باجل للمبيدات الجرثومية نسخة محفوظة 10 أكتوبر 2007 على موقع واي باك مشين.
- قاعدة بيانات (BACTIBASE)
- Bacteriocins في المكتبة الوطنية الأمريكية للطب نظام فهرسة المواضيع الطبية (MeSH).